# Équipe cycliste Kalev Chocolate-Kuota
L'équipe cycliste Kalev Chocolate-Kuota est une ancienne équipe de cyclisme sur route estonienne, active de 2004 à 2010. À partir de 2005, elle a le statut d'équipe continentale et participe aux circuits continentaux de cyclisme, en particulier l'UCI Europe Tour jusqu'en 2010, date de son arrêt.

## Histoire de l'équipe
L'équipe est créée en 2004 avec une licence estonienne. À l'issue de la saison 2010, l'équipe cesse son activité.

## Principales victoires

### Classiques
- Grand Prix de Tallinn-Tartu : Janek Tombak (2006)

### Championnats nationaux
- Championnat d'Estonie sur route : 1
  - Contre-la-montre espoirs : 2010 (Martin Puusepp)
- Championnat de Lettonie sur route : 1
  - Course en ligne : 2009 (Oļegs Meļehs)

## Classements UCI
Avant 1998, les équipes cyclistes sont classées dans une unique division par l'UCI. En 2004, l'équipe est classée parmi les Groupes Sportifs III, la deuxième catégorie des équipes cyclistes professionnelles. Les classements détaillés ci-dessous pour cette période sont ceux de la formation en fin de saison.
| Saison | Classement par équipes | Meilleur coureur au classement individuel |
| ------ | ---------------------- | ----------------------------------------- |
| 2004   | 49e (GSIII)            | Oskari Kargu (945e)                       |

À partir de 2005, l'équipe participe aux circuits continentaux et principalement à des épreuves de l'UCI Europe Tour. Le tableau ci-dessous présente les classements de l'équipe sur les différents circuits, ainsi que son meilleur coureur au classement individuel.
UCI Africa Tour
| Saison | Classement par équipes | Meilleur coureur au classement individuel |
| ------ | ---------------------- | ----------------------------------------- |
| 2008   | 15e                    | Adam Wadecki (81e)                        |

UCI Europe Tour
| Saison | Classement par équipes | Meilleur coureur au classement individuel |
| ------ | ---------------------- | ----------------------------------------- |
| 2005   | 106e                   | Andrei Mustonen (940e)                    |
| 2006   | 89e                    | Mart Ojavee (514e)                        |
| 2007   | 87e                    | Mart Ojavee (245e)                        |
| 2008   | 83e                    | Adam Wadecki (167e)                       |
| 2009   | 76e                    | Gert Jõeäär (356e)                        |
| 2010   | 76e                    | Alessandro Bertuola (342e)                |

## Kalev Chocolate-Kuota en 2010

### Effectif
| Coureur             | Date de naissance | Nationalité | Équipe 2009               | Équipe 2011 |
| ------------------- | ----------------- | ----------- | ------------------------- | ----------- |
| Ivan Belotti        | 15.10.1991        | Italie      | Néo-pro                   |             |
| Alessandro Bertuola | 13.09.1979        | Italie      | Preti Mangimi (2008)      |             |
| Cristiano Colombo   | 01.01.1985        | Italie      | Néo-pro                   |             |
| Fabio Donesana      | 20.08.1986        | Italie      | Néo-pro                   |             |
| Eerik Idarand       | 21.07.1991        | Estonie     | Néo-pro                   |             |
| Simas Kondrotas     | 01.02.1985        | Lituanie    | Piemonte                  |             |
| Gabriel Leppik      | 03.02.1990        | Estonie     | Meridiana-Kalev Chocolate |             |
| Viesturs Lukševics  | 16.04.1987        | Lettonie    | Dynatek-Latvia (2008)     |             |
| Erki Pütsep         | 25.05.1976        | Estonie     | Cycling Club Bourgas      |             |
| Martin Puusepp      | 08.02.1988        | Estonie     | Néo-pro                   |             |
| Ardy Utar           | 03.11.1990        | Estonie     | Meridiana-Kalev Chocolate |             |
| Urmo Utar           | 02.12.1989        | Estonie     | Meridiana-Kalev Chocolate |             |

### Victoires
| Date       | Course                                         | Pays    | Classe | Vainqueur      |
| ---------- | ---------------------------------------------- | ------- | ------ | -------------- |
| 25/06/2010 | Championnat d'Estonie contre-la-montre espoirs | Estonie | CN     | Martin Puusepp |